# Mateo 8

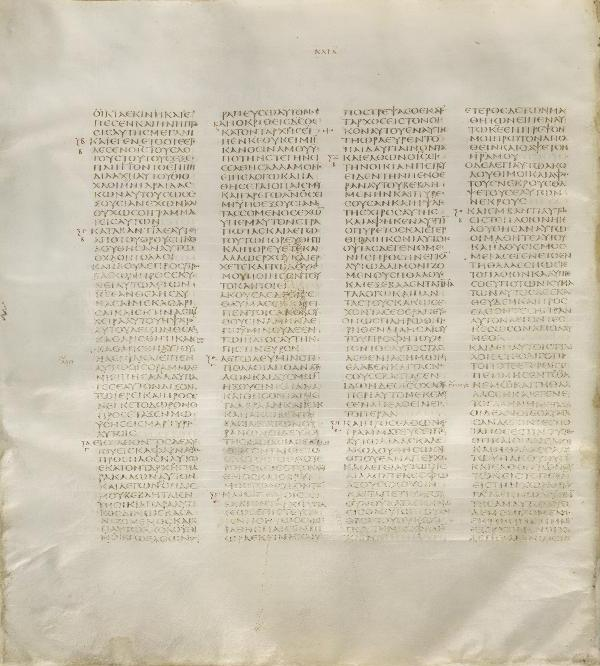
Mateo 7:27–8:28 en el Codex Sinaiticus (AD 330–60)

Mateo 8 es el octavo capítulo del Evangelio de Mateo en el Nuevo Testamento y continúa la narración sobre el Ministerio de Jesús en Galilea descrito previamente en Mateo 4:23-25. Es continuación del Sermón de la Montaña, señalando en su versículo de apertura que Jesús había bajado de la montaña donde había estado enseñando. Este capítulo se centra de nuevo en el ministerio de curación de Jesús.

## Texto
El texto original estaba escrito en griego koiné. Este capítulo está dividido en 34 versículos.

### Testigos textuales
Algunos manuscritos antiguos que contienen el texto de este capítulo son:
- Codex Vaticanus (325-50 d. C.)
- Codex Sinaiticus (330-60)
- Codex Bezae (c. 400)
- Codex Washingtonianus (c. 400)
- Codex Ephraemi Rescriptus (c. 450; completo)

## Estructura
Este capítulo puede agruparse (con referencias cruzadas a textos paralelos en los otros evangelios canónicoss):
- Mateo 8:1-4 = Curación de un leproso (Marcos 1:40-45; Lucas 13:1-23)
- Mateo 8:5-13 = Curación del criado del centurión (Lucas 7:1-10; Juan 4:46-53)
- Mateo 8:14-15 = Curación de la suegra de Pedro (Marcos 1:29-31; Lucas 4:38-39)
- Mateo 8:16-17 = Jesús exorcizando al atardecer (Marcos 1:32-34; Lucas 4:40-41)
- Mateo 8:18-20 = El costo del discipulado: "Las zorras tienen guaridas" (Lucas 9:57-58)
- Mateo 8:21-22 = "Deja que los muertos entierren a sus muertos" (Lucas 9:59-62)
- Mateo 8:23-27 = La tempestad calmada (Marcos 4:35-41; Lucas 8:22-25)
- Mateo 8:28-34 = Exorcismo de los endemoniados gerasenos o gergesenos (Marcos 5:1-20; Lucas 8:26-39)

## Análisis
E. H. Plumptre, en el Comentario para lectores ingleses del obispo anglicano Charles Ellicott, comentó que los acontecimientos relatados "son comunes a Evangelio de Marcos y al de san Lucas, pero no se narran... en el mismo orden". El ministro William Robertson Nicoll de la Iglesia libre de Escocia sugirió que "esta colección no está dispuesta en orden cronológico. La conexión es tópica, no temporal". En su opinión, estos relatos "son una parte integral de la autorrevelación de Jesús por palabra y obra; son demostraciones no solo de su poder, sino, sobre todo, de su espíritu".
El estudioso del Nuevo Testamento Dale Allison señala que estas "obras misericordiosas" realizadas por Jesús, junto con las registradas en Mateo 9, son todas emprendidas en beneficio de "personas de los márgenes de la sociedad judía o sin estatus especial". Henry Alford describe estos hechos como una "solemne procesión de milagros", cuyo registro confirma "la autoridad con la que nuestro Señor había hablado".
La Biblia de Jerusalén señala que los diez milagros registrados en los capítulos 8 y 9 demuestran el poder de Jesús sobre la naturaleza, la enfermedad, la muerte y los demonios.
En el capítulo 5 anterior Jesús aparecía como supremo legislador y doctor. Ahora se presenta, además, dotado de poder divino sobre las enfermedades, la muerte, los elementos de la naturaleza y los malos espíritus. Estos milagros de Jesús acreditan la autoridad divina de su enseñanza y su divinidad. 

Jesús acompaña sus palabras con numerosos “milagros, prodigios y signos”, que manifiestan que el Reino está presente en Él. Ellos atestiguan que Jesús es el Mesías anunciado.

El evangelio muestra, por tercera vez, el seguimiento que las gentes hacían tras Jesús. Sobre la curación del leproso se debe tener en cuenta que, según el libro del Levítico, el leproso debía vivir aislado, vestir con la ropa ajadas, llevar el cabello suelto, y gritar que estaba impuro para evitar el contagio de otras personas.

«¿Por qué le tocó el Señor, cuando la ley prohibía tocar a los leprosos? (…) Le tocó para demostrar humildad, para enseñarnos a no despreciar a nadie, para no odiar a nadie en razón de las heridas o manchas del cuerpo (…). Consideremos ahora, queridísimos hermanos, que no haya lepra de ningún pecado en nuestra alma, que no retengamos en nosotros ninguna contaminación de culpa, y si la tuviéramos, al instante, adoremos al Señor y digámosle: Señor, si quieres, puedes limpiarme» 